# 1. јануар
1. јануар је први дан календарске године у јулијанском и у Грегоријанском календару. Овде се календарска година односи на редослед којим су месеци приказани, од јануара до децембра. Први дан средњовековне јулијанске године је био обично неки други дан, а не 1. јануар. Овај дан је усвојен као први дан јулијанске године од стране свих западноевропских земаља изузев Енглеске између 1450. и 1600. године. Грегоријански календар објављен 1582. године није одређивао да 1. јануар буде Новогодишњи дан, нити први дан своје бројане године. Иако је Енглеска почињала своју бројану годину 25. марта (Дан даме или Дан објављивања), између 13. века и 1752, 1. јануар се називао Новогодишњи дан, и био је, са Божићем и повремено Дванаестом ноћи, празник када су се размењивали поклони. Остаје још 364 дана у години (365 у преступним).

## Догађаји
- 45. п. н. е. — Уводи се јулијански календар.
- 404 — У Риму су одржане последње борбе гладијатора. Гладијатори су обично били робови, злочинци или најмљени слободни људи. Пре игре, прошетали би целом ареном, показивали оружје ономе ко је игру давао, затим би наступила предигра са тупим, а на крају борба са правим оружјем. Убијеног гладијатора мртвоноше би под образином Меркурија однеле у мртвачку одају. Победник би добио палмову гранчицу или златник као награду, а понекад и слободу. Било је борби и са зверима. Звери су дражене или једна на другу или на наоружане гладијаторе.
- 439 — Објављен је Теодосијев законик, највећа збирка римског права дотада.
- 990 — Кијевска Русија је усвојила јулијански календар.
- 1438 — Алберт II Немачки је крунисан као краљ Угарске.
- 1502 — Португалски морепловци упловили су у залив Гванабара и назвали то место Рио де Жанеиро (Јануарска река), где је подигнут град који је 1763. постао главни град португалске вицекраљевине Бразил, потом престоница независног царства од 1822. до 1889. и републике од 1899. до 1960, када је за главни град одређена новоизграђена Бразилија.
- 1515 — Војвода од Ангулема Франсоа после смрти краља Луја Дванаестог постао француски краљ Франсоа Први.
- 1526 — Хрватско племство је на сабору у граду Цетину изабрало за краља Фердинанда Хабзбуршког.
- 1562 — Католици су у Француској масакрирали преко хиљаду хугенота (протестаната) током њихове молитве у Васију, што је био почетак дуготрајних борби и ратова, познатих под именом "хугенотски ратови", који су уз прекиде 36 година раздирали Француску.
- 1600 — Шкотска почиње са употребом јулијанског календара.
- 1651 — Чарлс II крунисан као краљ Шкотске.
- 1673 — Почиње стална достава поште између Њујорка и Бостона.
- 1700 — Русија почиње да користи Јулијански календар.
- 1707 — Жоао V је крунисан као краљ Португалије
- 1739 — Француски истраживач Жан-Батист Шарл Буве де Лозије је открио острво Буве.
- 1781 — Отворен је Гвоздени мост преко реке Северн у Великој Британији, први мост на свету направљен од ливеног гвожђа.
- 1788 — Објављено је прво издање новина Тајмс из Лондона, претходно The Daily Universal Register.
- 1797 — Олбани је заменио Њујорк као главни град државе Њујорк.
- 1801 — 
  - Ступили су на снагу Закони о унији из 1800. којим су се Краљевство Велика Британија и Краљевство Ирска ујединили у Уједињено Краљевство Велике Британије и Ирске.
  - Ђузепе Пјаци је открио Цереру, прву познату патуљасту планету.
- 1803 — Данска је забранила увоз робова у Данске Западне Индије и постала прва земља која је забранила ропство.
- 1804 — Независност: Окончана је француска власт над Хаитијем. Хаити постаје прва република са већинским црнцима и друга је независна држава у Северној Америци после Сједињених Америчких Држава. Вођа те побуне против Француза био је Жан Жак Десалин, који је потом постао цар Жак Први.
- 1808 — Забрањен је увоз робова у Сједињене Државе.
- 1809 — Шведска је, као прва земља у свету, успоставила омбудсмана, лице које врши надзор над радом органа управе и јавних служби, а поставља га парламент. Први омбудсман био је Ларс Август Манерхајм (Аугуст Маннерхеим).
- 1811 — Египатски владар Мохамед Али (Мохаммед) извршио је покољ над мамелучким вођама и тиме докрајчио власт мамелука у Египту. Мамелуци, потомци ратних заробљеника које су персијски и египатски владари уврштавали у своје војске, претежно телесну гарду, завладали су Египтом 1250. када су оборили династију Ајбека.
- 1815 — Наполеон I Бонапарта вратио се у Француску са острва Елба, где је био прогнан након абдикације у априлу 1814. Ушавши тријумфално у Париз преузео је власт у земљи, чиме је почело раздобље "сто дана", које је окончано војним поразом код Ватерлоа. После друге абдикације, 22. јуна, предао се Енглезима који су га интернирали на острво Света Јелена, где је умро 5. маја 1821.
- 1818 — Први пут објављен роман Мери Шели Франкенштајн или модерни Прометеј.
- 1826 — Наукалпан постаје општина Мексика.
- 1833 — Велика Британија је прогласила суверенитет над Фолкландским Острвима у Атлантику, око 500 километара источно од Аргентине, као наследница права Шпаније чији су колонијални посед била та острва.
- 1861 — Снаге Бенита Хуареза су освојиле Сијудад Мексико.
- 1863 — 
  - Прву тврдњу под Актом о хомстедима прави Данијел Фримен за фарму у Небраски.
  - Током Америчког грађанског рата председник САД Абрахам Линколн потписао је Прокламацију о еманципацији, што је додатно изазвало бес 11 јужних робовласничких држава које су се бориле за отцепљење.
- 1869 — Сигма Ни братство се званично оснива на Војном институту у Вирџинији
- 1877 — Британска краљица Викторија I проглашена је царицом Индије.
- 1878 — Завршен је други српско-турски рат који је Србији донео територијално проширење за четири округа и међународно признање на Берлинском конгресу који је одржан у јуну исте године.
- 1880 — 
  - У Србији су уведене обавезне метричке мере, мерна јединица за дужину постао је метар и званично су престале да важе мере попут аршина, лакта, педља.
  - Фердинанд де Лесепс почиње француску изградњу Панамског канала.
- 1892 — Острво Елис се отвара да прима имигранте у САД.
- 1893 — Јапан почиње да користи грегоријански календар.
- 1896 — Независност: Босоноги ратници абисинског цара Менелика II потукли су италијанске трупе код Адуе, после чега је Италија морала да призна независност Абисиније (Етиопија).
- 1898 — Њујорк анексира земљу околних округа, чинећи тиме Град Већег Њујорка. Четирима почетним областима, Менхетну, Бруклину, Квинсу и Бронксу, се прикључује 25. јануара Стејтен Ајланд како би се створио модерни град од 5 области.
- 1899 — Независност: Шпанска власт над Кубом се завршава.
- 1901 —
  - Нигерија постаје британски протекторат.
  - државе Нови Јужни Велс, Викторија, Квинсленд, Јужна Аустралија, Западна Аустралија и Тасманија су основале аустралијску заједницу с Едмундом Бартоном као првим премијером, која је те године у статусу доминиона постала члан Британског Комонвелта.
  - Одржана прва званична парада немих глумаца.
- 1902 — Прва Роуз боул утакмица се одиграва у Пасадени, Калифорнија.
- 1904 — Усвојен Закон о одличју “Карађорђева звезда”. У част обележавања стогодишњице Првог српског устанка, а “за признање и одликовање заслуга стечених за Краља и Отаџбину како у миру, тако и у рату“.
- 1908 — По први пут, лопта је бачена на Њујоршки Тајмс Сквер да означи почетак Нове године.
- 1911 — Северна територија се одваја од Јужне Аустралије и пребацује се под управу Комонвелта.
- 1912 — Независност: Успоставља се Република Кина.
- 1915 — 
  - Донето решење министра војног о ослобађању од војне службе ученика муслиманске верске школе-медресе.
  - Први светски рат: Немци у Првом светском рату у каналу Ла Манш торпедовали британски ратни брод "Формидабл", усмртивши 547 људи.
- 1919 — Цилицију заузели Французи.
- 1925 — Назив главног града Норвешке Кристијанија (од 1674), промењен је у Осло.
- 1934 — 
  - На острву Алкатраз, у средини залива испред Сан Франциска у Калифорнији, направљен је савезни државни затвор.
  - Нацистичка Немачка доноси „Закон за превенцију генетички оболелог потомства“.
- 1935 — Универзитет Бакнел осваја прву Наранџасту куглу 26-0 над Универзитетом Мајамија.
- 1937 —
  - Анастазио Самоза постаје председник Никарагве.
  - Прва Котон боул утакмица се одржава у Даласу, Тексас.
- 1939 — Бечки новогодишњи концерт се први пут одржава.
- 1941 — Други светски рат: Бугарска је приступила Тројном пакту и допустила немачким трупама да уђу у земљу.
- 1942 — Представници 26 држава су потписали Декларацију Уједињених нација.
- 1943 — Други светски рат: Британско ратно ваздухопловство је почело да систематски бомбардује европске железничке системе на територијама под контролом нацистичке Немачке.
- 1945 — 
  - Бахавалбур држава издаје своје прве маркице.
  - Други светски рат: Луфтwаффе покренуо операцију "Боденплатте", велики, али неуспешан покушај нокаутирања савезничке авијације у северној Европи једним ударцем.
- 1947 — Хладни рат: У окупираној Немачкој од савезника, после Другог светског рата, Америчке и британске трупе формирају област Бизонеу, која је касније спојена (са француском зоном) и постала део Западне Немачке.
- 1948 —
  - Британске железнице се назионализују да би се створила Британска Железница.
  - Енрико де Никола формално постаје председник италијанске републике, али одбија да буде кандидат за прве уставне изборе наредног маја.
- 1956 — Независност: Република Судан постиже независност од Египатске републике и Уједињеног Краљевства.
- 1958 — Ступио је на снагу уговор о оснивању Европске економске заједнице, познате као Заједничко тржиште, који су 25. марта 1957. у Риму потписале Белгија, Западна Немачка, Италија, Луксембург, Француска и Холандија.
- 1959 — Кубанска револуција: После двогодишњег герилског рата, на Куби је преузео власт вођа револуционарног покрета „26. јул“ Фидел Кастро, а диктатор Фулгенсио Батиста је побегао у Доминиканску Републику, тако да је у Сантиаго де Куби Фидел Кастро са терасе скупштине прогласио победу над војском диктатора Батисте.
- 1960 — Независност: Република Камерун добија независност од Републике Француске и Уједињеног Краљевства.
- 1962 — Независност: Западна Самоа постиже независност од Новог Зеланда; име јој се мења у Независна држава Западне Самое.
- 1964 — Независност: Федерација Родезије и Њасаланда се дели на независне републике Замбију и Малави, и на Родезију којом управља Уједињено Краљевство.
- 1965 — Тероризам: Под вођством лидера покрета „Ал Фатах“ Јасера Арафата формирана је Палестинска ослободилачка организација. Ова организација је одговорна за убиство 11 израелских спортиста на Олимпијским играма 1972. у Минхену.
- 1966 — Војни пуч: Током новогодишње ноћи у Централноафричкој Републици Жан-Бедел Бокаса извео је војни удар. Збачен је председник Давид Дацко, распуштен је парламент и укинут устав. Бокаса је 1976. укинуо републику и прогласио се за монарха Централноафричког царства. С власти је свргнут 1979. и осим по невероватним екстравагантностима и расипању државне имовине, упамћен је по страшним злочинима над сопственим народом.
- 1969 — Марјан Нгуаби званично постаје Председник Републике Конго.
- 1970 — Јуникс епоха почиње у 00:00:00 UTC.
- 1971 — Рекламе за цигарете постају забрањене на америчким телевизијама.
- 1973 — Краљевина Данска, Уједињено Краљевство и Република Ирска су примљене у Еворпску економску заједницу.
- 1976 — 
  - НБЦ уводи свој нови лого: апстрактно N.
  - Тероризам: Бомба је експлодирала у авиону компаније Миддле Еаст Аирлинес, изнад Каисумаха, у Саудијској Арабији, где је погинуло свих 81 путник и сви чланови посаде авиона
- 1978 — Ер Индија Лет 855 Боинг 747 експлодирао и пао у море у близини обале Бомбаја, усмртивши 213 особа.
- 1979 — Званичне дипломатске везе су успостављене између Народне Републике Кине и САД, 30 година након оснивања Народне Републике Кине.
- 1981 —
  - Република Грчка је примљена у Еворпску економску заједницу.
  - република Палау достиже самоуправу; и даље није независна од САД.
- 1983 — ARPANET званично прелази да користи Интернет протокол, чиме настаје Интернет.
- 1984 —
  - AT&T се дели на 22 независне јединице.
  - Краљевина Шпанија и Република Португал су примљене у Европску економску заједницу.
  - Независност: Султанат Брунеј, мала држава на северозападу острва Борнео изузетно богата нафтом и природним гасом, британски протекторат од 1888, постао је независна држава од Уједињеног Краљевства Велике Британије и Северне Ирске.
- 1985 —
  - Направљен Интернетов Систем обласних имена (DNS - Domain Name System).
  - Први Британски мобилни телефонски разговор је успоставио Ерни Вајз ка Водафону.
- 1986 — 
  - Шпанија и Португал су се прикључили Европској заједници.
  - Аруба постаје независна од Курасаа, мада остаје у слободној асоцијацији са Краљевином Холандијом.
- 1987 — Град у Фробишеровом заливу, у канадским Северозападним територијама, мења своје име у Икалуит.
- 1988 — Настаје Евангелистичка лутеранска црква Америке, чиме се прави највећа лутеранска деноминација у САД.
- 1992 — 
  - Џорџ Х. В. Буш постаје први Председник Сједињених Америчких Држава који се обратио Аустралијском парламенту.
  - Рат у Хрватској: Сукобљене стране у грађанском рату у Хрватској дале сагласност за распоређивање мировних снага УН.
- 1993 —
  - Независност: Плишани развод: Чехословачка, основана 1918. године, дели се на Словачку Републику и Чешку Републику.
  - Уведено јединствено тржиште у оквиру Еворпске економске заједнице.
  - Радио телевизија Србије отпустила је више од 1.500 радника у Београду, међу којима је највише било новинара који су се супротстављали ратној пропагандној политици радија и ТВ, „говору мржње“, непоштовању професионалног кодекса и кршењу професионалних критеријума уређивачке политике.
- 1994 —
  - у СР Југославији раст цена достигао је фантастичну цифру од 315.563.558%, цене су се у просеку повећавале 62% дневно, 2% на сат и 0,029% у минути.
  - Северноамерички уговор о слободној трговини ступа на снагу.
  - Запатистичка војска националног ослобођења започиње дванаест дана оружаног конфликта у Држави Чијапас.
- 1995 —
  - Рат у Босни: У Босни је ступио на снагу четворомесечни прекид непријатељстава постигнут уз посредовање бившег председника САД Џимија Картера, који су муслиманске снаге 40 дана пре истека рока грубо нарушиле офанзивама на српске положаје на Влашићу и Мајевици, што међународна заједница није пропратила чак ни симболичном осудом.
  - Светска трговинска организација ступа на снагу.
  - Краљевина Шведска и републике Аустрија и Финска су примљене у Европску унију.
- 1996 — Курасао добија ограничену самоуправу, мада остаје у оквиру слободне асоцијације са Краљевином Холандијом.
- 1997 — 
  - Република Заир званично приступа Светској трговинској организацији, као Заир.
  - Турске трупе поново упале у северни Ирак и турски званичници су саопштили да су том приликом убијена 72 курдска герилца.
- 1998 —
  - Пушење постаје забрањено у свим баровима и ресторанима у савезној држави Калифорнија.
  - Тероризам: Исламски фундаменталисти су на западу Алжира масакрирали више од 400 људи, укључујући жене и децу, у најгорем насиљу током шестогодишњег терора оружаних исламистичких група.
- 1999 — Званично је пуштена у промет јединствена европска валута евро и око 300 милиона људи у 11 од 15 земаља Европске уније добило је исту валуту први пут од времена Римског царства. Грчка се, као 12. чланица, придружила 2001, а замена националних валута у евро почела је 2002. године
- 2000 — Уједињено Краљевство је званично укинула старе империјалне мере, као што су фунта (453,59 грама) и унца (28,35 грама) и увела европски мерни систем.
- 2001 — 
  - Први дан трећег миленијума.
  - Први дан 21 века.
- 2002 —
  - евро је постао званична валута у 12 земаља Европске уније. Уједињено Краљевство, Шведска и Данска су једине чланице ЕУ које су задржале своје националне валуте.
  - Република Кина званично приступа Светској трговинској организацији као Кинески Тајпеј.
  - Заједнички уговор о надгледању под отвореним небом, првобитно потписан 1992. године, званично ступа на снагу.
- 2003 —
  - полицијске снаге ЕУ замениле су у Босни и Херцеговини међународне полицијске снаге УН, чиме је почела прва заједничка одбрамбена и безбедносна акција свих 15 земаља-чланица ЕУ.
  - Луис Инасио Лула да Силва постаје председник Федералне Републике Бразил.
- 2004 — 
  - Первез Мушараф прима глас поверења да настави да буде Председник Исламске Републике Пакистана од Парламента и провинцијалних скупштина.
  - У Русији ступио на снагу нови закон, којим је омогућено цивилно служење војног рока.
- 2006 — Ступио на снагу закон о одбрани БиХ, чиме су угашена ентитетска министарства одбране.
- 2007 — Бугарска и Румунија постале чланице Европске уније, а бугарски, румунски и ирски језик, постали званични језици Европске уније, уз 20 већ постојећих.
- 2008 — Ступио на снагу „Закон о Војсци Србије“, којим су дефинисани положај и надлежност Војске Србије, организација, састав и начела деловања, специфичности обављања војне службе, командовање и руковођење војском, чинови, звања симболи и обележја у Војсци, војни празници и верска служба.
- 2010 — Тероризам: Ауто-бомба је експлодирала током одбојкашког турнира у Лаки Марвату, у Пакистану приликом чега је погинуло 105 људи, а повређено је више од 100.
- 2011 — 
  - Нове регистарске таблице за моторна возила у Србији. Мађарска усвојила нови Устав и променила назив из Република Мађарска у Мађарска.
  - Тероризам: Током коптске новогодишње мисе у Александрији експлодирала је бомба, убивши 23 особе.
  - Војни рок: Влада Србије је донела одлуку о укидању обавезног служења војног рока. У војску ће бити упућивани само они који то желе.
- 2012 — Молдавски цивил фатално је рањен од стране руских мировњака у Придњестровљу, што доводи до протеста против Русије.
- 2017 — У терористичком нападу у истанбулском кварту Ортакоy убијено је најмање 39, а рањено 69 особа.
- 2024 — Република Арцах је формално укинута када се Нагорно-Карабах ујединио са Азербејџаном.[1]

## Рођења
- 766 — Али ар-Рида, шиитски имам. (прем. 818)[2]
- 1431 — Папа Александар VI, папа од 1492—1503, прво име Родриго Борџија. (прем. 1503)[3]
- 1449 — Лоренцо де Медичи, италијански државник. (прем. 1492)[4]
- 1467 — Жигмунд Пољски, краљ Пољске. (прем. 1548)[5]
- 1484 — Улрих Цвингли, швајцарски протестантски лидер. (прем. 1531)[6]
- 1516 — Маргарета Лејонхуфвуд, шведска краљица. (прем. 1551)[7]
- 1557 — Стефан Бочкај, кнез Трансилваније. (прем. 1606)[8]
- 1618 — Бартоломео Муриљо, шпански сликар. (прем. 1682)[9]
- 1638 — Цар Го-Сај јапански. (прем. 1685)
- 1648 — Елкана Сетл, енглеска списатељица. (прем. 1724)[10]
- 1655 — Кристијан Томазијус, немачки правник. (прем. 1728)[11]
- 1735 — Пол Ревер, амерички патриота и стручњак за сребро. (прем. 1818)[12]
- 1750 — Фредерик Муленберг, први говорник Америчке куће представника. (прем. 1801)[13]
- 1752 — Бетси Рос, америчка кројачица. (прем. 1836)[14]
- 1823 — Шандор Петефи, мађарски песник и револуционар. (прем. 1849)[15]
- 1839 — Уида, енглеска списатељица. (прем. 1908)[16]
- 1841 — Јован Авакумовић, српски политичар и правник. (прем. 1928)[17]
- 1854 — Џејмс Џорџ Фрејзер, шкотски антрополог, фолклорист и филолог. (прем. 1941)[18]
- 1863 — Пјер де Кубертен, француски иницијатор модерних Олимпијских игара. (прем. 1937)[19]
- 1864 — Џорџ Вашингтон Карвер, амерички учитељ, проналазач, ботаничар. (прем. 1943)[20]
- 1864 — Алфред Стајглиц, амерички фотограф. (прем. 1946)[21]
- 1873 — Марија Јурић Загорка, хрватска књижевница и новинарка. (прем. 1957)
- 1874 — Густав Вајтхед, немачки-амерички проналазач. (прем. 1927)[22]
- 1876 — Харијет Брукс, канадска физичарка. (прем. 1933)[23]
- 1879 — Е. М. Форстер, енглески романописац. (прем. 1970)[24]
- 1883 — Вилијам Џозеф Донован, амерички генерал-мајор. (прем. 1959)[25]
- 1887 — Вилхелм Канарис, немачки адмирал. (прем. 1945)[26]
- 1890 — Антон Мелик, словеначки географ. (прем. 1966)[27]
- 1892 — Артур Родзински, хрватски диригент. (прем. 1958)[28]
- 1894 — Светислав Иван Петровић, српски глумац, који се први прославио на филмском екрану у Европи, између два светска рата. (прем. 1962)[29]
- 1894 — Сатјендра Нат Босе, индијски математичар. (прем. 1974)[30]
- 1895 — Џон Едгар Хувер, амерички управник ФБИ-ја. (прем. 1972)[31]
- 1896 — Вукић Мићовић, српски хемичар, ректор Београдског универзитета и академик САНУ. (прем. 1981)[32]
- 1900 — Хавијер Кугат, каталонски-кубански музичар, фронтмен. (прем. 1990)[33]
- 1900 — Рене Гијо, француски писац за децу. (прем. 1969)[34]
- 1904 — Фазал Илахи Чаудри, пакистански политичар. (прем. 1982)[35]
- 1906 — Ђовани Д'Анци, италијански текстописац. (прем. 1974)[36]
- 1909 — Дејна Ендруз, амерички глумац. (прем. 1992)[37]
- 1909 — Степан Бандера, украјински политичар. (прем. 1959)[38]
- 1911 — Хенк Гринберг, бејзбол играч. (прем. 1986)[39]
- 1912 — Ким Филби, британски шпијун. (прем. 1988)[40]
- 1915 — Бранко Ћопић, српски писац. (прем. 1984)[41]
- 1917 — Џул Грегори Чарни, метеоролог. (прем. 1981)[42]
- 1917 — Алберт Мол, холандски глумац. (прем. 2004)[43]
- 1917 — Браслав Борозан, југословенски филмски и позоришни глумац, позоришни редитељ, драмски и прозни писац, преводилац и сценограф. (прем. 1988)[44]
- 1919 — Џером Дејвид Селинџер, амерички романописац. (прем. 2010)[45]
- 1920 — Озвалдо Кавандоли, италијански аниматор и стваралац стрипова. (прем. 2007)[46]
- 1921 — Исма'ил Раџи' ал-Фаруки, палестински-амерички муслимански мислилац, филозоф и компаративни религијски сколастичар. (прем. 1986)[47]
- 1922 — Роки Грацијано, амерички боксер. (прем. 1990)
- 1925 — Стајми Бирд, глумац. (прем. 1981)[48]
- 1925 — Косара Бокшан, сликарка. (прем. 2009)[49]
- 1927 — Доук Вокер, америчка звезда америчког фудбала. (прем. 1998)[50]
- 1928 — Ернест Тајдимен, амерички писац. (прем. 1984)[51]
- 1930 — Џафар Нумејри, судански политичар. (прем. 2009)[52]
- 1933 — Фредерик Лоуи, канадски медицински учитељ, етичар и председник универзитета
- 1933 — Џо Ортон, енглески писац. (прем. 1967)[53]
- 1936 — Вили Вајт, америчка атлетичарка. (прем. 2007)
- 1938 — Френк Лангела, амерички глумац[54]
- 1941 — Ева Рас, српска глумица, сликарка.[55]
- 1942 — Мартин Фрост, амерички политичар.[56]
- 1942 — Кантри Џо Макдоналд, амерички музичар.[57]
- 1942 — Аласан Уатара, политичар из Обале Слоноваче.[58]
- 1942 — Генади Сарафанов, космонаут.[59]
- 1942 — Корнелије Ковач, српски композитор и музичар. (прем. 2022)[60]
- 1942 — Брајан Керниген, канадски научник.[61]
- 1943 — Дон Новело, амерички глумац, комичар и писац.[62]
- 1944 — Јан Чарногурски, словачки политичар и премијер.[63]
- 1944 — Омар ел Башир, генерал-потпуковник војске Судана.[64]
- 1945 — Џеки Икс, белгијски возач тркачких аутомобила.[65]
- 1946 — Роберто Ривелињо, бразилски фудбалер.[66]
- 1949 — Љубодраг Дуци Симоновић, југословенски и српски кошаркаш, а данас књижевник и теоретичар завере.[67]
- 1950 — Валериј Козлов, руски инжењер машинства, академик и инострани члан састава Српске академије наука и уметности.[68]
- 1953 — Дани Клеин, белгијска певачица, композитор, лидер Ваја Кон Диос (музичка група).[69]
- 1956 — Енди Гил, енглески музичар и музички продуцент, најпознатији као суоснивач и соло гитариста групе Gang of Four. (прем. 2020)[70]
- 1956 — Кристин Лагард, француска економисткиња.[71]
- 1956 — Сергеј Авдејев, руски инжењер и космонаут.[72]
- 1958 — Грандмастер Флеш, певач из Барбадоса[73]
- 1959 — Панајотис Јанакис, грчки кошаркаш и кошаркашки тренер.[74]
- 1959 — Мишел Онфре, француски писац и филозоф.[75]
- 1961 — Марк Вингет, британска глумица
- 1962 — Никола Брајант, британска глумица
- 1963 — Срђан Драгојевић, српски редитељ и сценариста[76]
- 1964 — Диди Фајфер, америчка глумица[77]
- 1966 — Алисон Дуди, ирска глумица
- 1966 — Мајкл Империоли, амерички глумац
- 1966 — Ембет Давиц, америчка глумица
- 1966 — Ивица Дачић, српски политичар[78]
- 1966 — Тихомир Орешковић, хрватско-канадски предузетник и политичар.[79]
- 1968 — Давор Шукер, хрватски фудбалер[80]
- 1969 — Верн Тројер, амерички глумац, каскадер и комичар. (прем. 2018)[81]
- 1970 — Пол Томас Андерсон, амерички филмски режисер, писац и продуцент.
- 1970 — Габријел Џарет, амерички глумац.[82]
- 1972 — Нив МакИнтош, глумица.
- 1972 — Лилијан Тирам, француски фудбалер.[83]
- 1975 — Џо Кенон, амерички фудбалер[84]
- 1977 — Хасан Салихамиџић, босански фудбалер[85]
- 1979 — Коичи Домото, јапански уметник[86]
- 1980 — Елин Нордегрен, шведски фото-модел[87]
- 1981 — Солт Баумгартнер, мађарски возач тркачких аутомобила[88]
- 1982 — Давид Налбандијан, аргентински тенисер.[89]
- 1984 — Фернандо Сан Еметерио, шпански кошаркаш.[90]
- 1985 — Тијаго Сплитер, бразилски кошаркаш.[91]
- 1985 — Стивен Дејвис, северноирски фудбалер.[92]
- 1986 — Глен Дејвис, амерички кошаркаш.[93]
- 1986 — Пабло Куевас, уругвајски тенисер.[94]
- 1990 — Нађа Парис, америчка порнографска глумица.
- 1992 — Џек Вилшир, енглески фудбалер.[95]

## Смрти
- 379 — Свети Базил из Цезареје (рођ. 330)
- 404 — Свети Телемах[96]
- 874 — Хасан ал-Аскари, једанаести шиитски имам (рођ. 846)
- 898 — Одо Париски, француски краљ (рођ. 860)[97]
- 1515 — Краљ Луј XII (рођ. 1462)[98]
- 1559 — Кристијан III Дански и норвешки (рођ. 1503)[99]
- 1560 — Жоаким Ди Белај, француски песник (р. око 1522)[100]
- 1679 — Јан Стен, холандски сликар
- 1716 — Вилијам Вичерли, енглески драматург[101]
- 1730 — Семјуел Севал, енглески судија (рођ. 1652)[102]
- 1766 — Џејмс Френсис Едвард Стјуарт, „Стари претварач“ (рођ. 1688)[103]
- 1782 — Јохан Кристијан Бах, немачки композитор (рођ. 1735)[104]
- 1817 — Мартин Хајнрих Клапрот, немачки хемичар (рођ. 1743)[105]
- 1892 — Розвел Б. Мејсон, градоначелник Чикага (рођ. 1805)[106]
- 1894 — Хајнрих Рудолф Херц, немачки физичар (рођ. 1857)[107]
- 1933 — Херијет Брукс, канадска физичарка (рођ. 1876)[108]
- 1953 — Хенк Вилијамс, амерички певач (рођ. 1923)[109]
- 1958 — Едвард Вестон, амерички фотограф (рођ. 1886)
- 1970 — Драгутин Матић, познат као Око соколово, најпознатији је српски војни извиђач (рођ. 1888)
- 1972 — Морис Шевалије, француски певач и глумац. (рођ. 1888)[110]
- 1981 — Беула Бонди, америчка глумица (рођ. 1888)
- 1982 — Франо Кршинић је био југословенски и хрватски вајар[111]
- 1986 — Алфредо Бинда, италијанкски бициклиста (рођ. 1902)
- 1992 — Грејс Хопер, амерички рачунарски пионир (рођ. 1906)[112]
- 1994 — Цезар Ромеро, амерички глумац (рођ. 1907)[113]
- 1994 — Лорд Артур Еспи Порит, британски атлетичар и лекар (рођ. 1900)
- 1995 — Еуген Вигнер, мађарски физичар, лауреат Нобелове награде (рођ. 1902)[114]
- 1995 — Еуген Вербер, књижевник, преводилац, глумац (рођ. 1923)[115]
- 1995 — Фред Вест, британски серијски убица (самоубиство) (рођ. 1941)[116]
- 1996 — Арли Берк, амерички адмирал (рођ. 1901)[117]
- 1996 — Артур Рудолф, немачки ракетни инжењер. (рођ. 1906)[118]
- 1997 — Таунс Вам Зант, амерички музичар (рођ. 1944)[119]
- 1998 — Хелен Вилис-Муди, америчка тенисерка. (рођ. 1905)[120]
- 2001 — Реј Волстон, амерички глумац (рођ. 1914)[121]
- 2001 — Фабијан Шоваговић, један од највећих глумаца Хрватске и бивше Југославије (рођ. 1933)[122]
- 2005 — Ширли Чисхолм, америчка политичарка, прва тамнопута америчка представница Конгреса (рођ. 1924)[123]
- 2005 — Хју Џон Фредерик Лосон, 6. Барон Бернхам, британски новинар и политичар (рођ. 1931)[124]
- 2005 — Боб Мацуи, амерички конгресмен (рођ. 1941)
- 2006 — Драган Лукић био је дечји писац. (рођ. 1928)
- 2012 — Киро Глигоров, први председник Републике Македоније (рођ. 1917)[125]
- 2016 — Вељко Губерина, српски адвокат (рођ. 1925)[126]
- 2019 — Иван Димитров, бугарски фудбалер. (рођ. 1935)[127]

## Празници и дани сећања
- Међународни празници
  - Светски дан породице
- Српска православна црква слави:
  - Светог мученика Бонифатија
  - Светог Григорија епископа омиритског
  - Светог Бонифатија Милостивог, епископа ферентијског
  - Преподобног Илију Муромеца
- Седми дан и осма ноћ Божића у западном хришћанству.
  - Многе земље широм света које користе грегоријански календар - Новогодишњи дан; најчешће прослављен у поноћ са ватрометима.
  - Римокатолицизам - Свети Дан Захвалности Октава Божића, Благосиљана Девица Марија, Мајка Бога (нови календар).
  - Римокатолицизам - Празник Обрезивања (стари календар).
  - Римокатолицизам - почиње Народна недеља миграције (варира у званичној подршци од стране канцеларије америчког председника, није стриктно религиозна)
- Хаити - Дан независности
- Тајван - оснивање Републике Кине.
- Судан - Дан независности
- Куба - Дан ослобођења
- Словачка: Успостављање Словачке републике.
- Последњи дан Кванзе
- Бечки новогодишњи концерт
- Пасадена, Калифорнија - Парада Турнира Ружа и, традиционално, Роуз боул фудбалски шампионат
- Светски дан молитве за мир